# Фокс Макклауд
Фокс Маккла́уд (яп. フォックス・マクラウド Фоккусу Макураудо), англ. Fox McCloud — персонаж и главный герой серии видеоигр Star Fox компании Nintendo, антропоморфный лис. Появляется в самой первой Star Fox для SNES, и в каждой игре находится под управлением игрока. В английской версии Star Fox 64 и Super Smash Bros. его озвучил Майк Уэст, в Star Fox Adventures и Super Smash Bros. Melee — Стив Малпасс, в Star Fox: Assault и Super Smash Bros. Brawl — Джим Уокер. В японской версии Star Fox 64, Super Smash Bros. и Super Smash Bros. Melee его озвучил Синобу Сатоучи, в Assault и Brawl — Кэндзи Нодзима.

## История создания

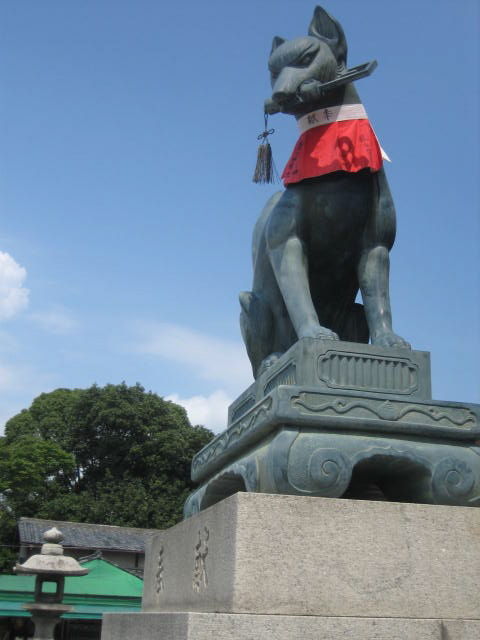
Лиса, держащая ключ в пасти, у главных ворот святилища Фусими Инари Тайся в Киото

В 1992 году Argonaut Software и Nintendo совместно приступили к разработке трёхмерного космического шутера для Super Nintendo, предварительно назвав его SnesGlider. По ходу разработки жанр игры сменился на рельсовый шутер, а лидер команды разработчиков — Сигэру Миямото — придумал вымышленную игровую вселенную, но долго не мог определиться с главным героем. Среди вариантов названий присутствовали Star Wolf (рус. Звёздный Волк), Star Sheep (рус. Звёздная Овца), Star Fox (рус. Звёздный Лис), Star Sparrow (рус. Звёздный Воробей) и Star Hawk (рус. Звёздный Ястреб). В конце концов, Миямото остановил свой выбор на лисе, посетив в Киото святилище богини Инари, часто изображаемой в виде лисицы. В японской мифологии Инари умеет летать, а в святилищах её изображение окружено арками, и это натолкнуло Миямото на мысль о том, что лиса может летать сквозь арки. Имя «Фокс Макклауд» было придумано Диланом Катбертом — одним из сотрудников Argonaut Software.

## Внешний вид
Фокс Макклауд — антропоморфный рыжий лис с зелёными глазами и полосой белой шерсти на голове. Его костюм мало меняется из игры в игру: серая куртка, зелёный жилет, штаны, перчатки, сапоги и красный шарф. В Adventures его куртка лишена рукавов, в Assault он не носит шарф. В Star Fox 64 при игре на наивысшем уровне сложности он носит солнцезащитные очки.

## Появление в играх

### Star Fox
В оригинальной игре для SNES Джеймс Макклауд — отец Фокса — и его команда Star Fox исчезают в чёрной дыре из-за предательства одного из его компаньонов. Позже, к ужасу Фокса, его находят мёртвым. Макклауд-младший формирует новую команду, состоящую из Фалько Ломбарди, Слиппи Тоада и Пеппи Хеа — бывшего соратника Джеймса. Они по поручению генерала Пеппера пилотируют экспериментальные космические корабли Arwing и сражаются с войсками Андросса.

### Star Fox 64
Star Fox 64 — ремейк Star Fox для SNES, использующий некоторые идеи из отменённой Star Fox 2. Сюжет игры так же в целом повторяет оригинальный, но обрастает новыми деталями и поворотами. Здесь появляется старый друг Фокса по лётной академии — Билл Грэй — а также противники Макклауда из команды Star Wolf во главе с его личным врагом — Вольфом О’Доннелом. Джеймс Макклауд в Star Fox 64 не сгинул в чёрной дыре, а был убит лично Андроссом, предавший же команду Пигма Денгар вступает в Star Wolf. Star Fox, разбив войска учёного и одолев отряд Вольфа О’Доннела, достигают планеты Веном и Фокс, несмотря на протесты друзей сражается с сумасшедшим учёным один на один. При игре на повышенной сложности, база Андросса взрывается, угрожая погрести под своими облаками лиса, но внезапно появившийся призрак Джеймса выводит его на поверхность планеты. Тем не менее, осталось невыясненным, был ли это настоящий Джеймс, его дух, или фантом, созданный воображением Фокса. По возвращении на Корнерию, генерал Пеппер награждает Star Fox и предлагает им вступить в ряды правительственной армии, но лис отказывается, сказав, что они предпочитают жить и действовать самостоятельно.

### Star Fox Adventures
Действие Adventres разворачивается через восемь лет после событий Star Fox 64. У команды Star Fox почти нет средств к существованию, и её члены даже не могут отремонтировать корабельное оборудование. Поэтому когда генерал Пеппер предлагает Фоксу выяснить, что происходит с Планетой Динозавров, разваливающейся на части, тот без колебаний соглашается на работу. Во избежание конфликтов с населением Фоксу запрещено пользоваться оружием, но вскоре после прибытия он находит волшебный посох, принадлежавший таинственной лисице Кристал, незадолго до него пытавшейся спасти планету, захваченную властолюбивым генералом Скейлсом. Во время своих странствий Фокс выручает маленького динозавра — принца Трики — и вместе с ним восстанавливает порядок на планете. В конце Макклауд освобождает Кристал, заточённую в парящем кристалле, и окончательно побеждает возрождённого Андросса, который и стоял за спиной Скейлса. В финале генерал Пеппер выплачивает команде вознаграждение, в неё возвращается Фалько Ломбарди и примыкает Кристал.

### Star Fox: Assault
По прошествии одного года после спасения Планеты Динозавров (в Assault она называется Саурия) команда Фокса Макклауда участвует в подавлении мятежа, поднятого Эндрю Ойконни, племянником Андросса. Star Fox загоняют его в угол на планете Фортуна, где корабль Ойконни оказывается сбит агрессивным существом Апароидом. После этого Star Fox вместе с войсками Корнерии вступают в борьбу с инопланетными захватчиками и их Королевой. Фокс Макклауд пилотирует Arwing, управляет танком Landmaster и отправляется на пешие задания. В конце концов, Star Fox достигают родной планеты Апароидов и уничтожают Королеву.

### Star Fox Command
В Command Фокс Макклауд распускает команду Star Fox и сам вместе с роботом РОБ 64 путешествует по Галактике, обдумывая свою жизнь. Система Лайлет, между тем, подвергается новому нападению, на этот раз со стороны расы англаров, обитающих на Веноме. Поначалу Фокс вступает в борьбу с ними в одиночку, но вскоре ему приходится обратиться за помощью к своим бывшим соратникам и команда вновь объединяется. Судьба самого Фокса различна в каждом из девяти финалов Command. В некоторых он опять становится капитаном Star Fox, в одном распускает команду навсегда, чтобы вести тихую семейную жизнь с Кристал, в другом — потеряв всё, что у него было, вместе с Фалько становится спортсменом-гонщиком. Ни один из финалов, тем не менее, не был признан разработчиками официальным.

### Другие появления
Фокс Макклауд фигурирует в качестве игрового персонажа во всех играх серии Super Smash Bros. В Stunt Race FX можно найти его портрет, а в F-Zero X и GX присутствует игровой персонаж по имени Джеймс Макклауд, внешне отдалённо напоминающий Фокса.

## Характер
В Star Fox 64 Фокс был показан молодым, но талантливым пилотом, а его ментором и почти вторым отцом является Пеппи Хеа. В последующих играх лис стал профессиональным и ответственным командиром. В Adventures была ярко показана задиристость его характера, а также его некоторая эгоистичность и алчность. Его подчас больше волновало денежное вознаграждение, нежели сама работа, однако, эти стороны Фокса проявлены не слишком сильно, и в итоге лис добровольно спасает планету. В Assault он вновь становится жёстким и даже достаточно холодным профессионалом.
Заклятый враг Фокса — волк Вольф О’Доннел, лидер Star Wolf. В Star Fox 64 он изо всех сил стремится убить Фокса, но в последующих играх характер их противостояния несколько меняется, и они, оставаясь конкурентами, нередко работают вместе. В Assault О’Доннел даже даёт Фоксу совет на будущее «не размышлять а действовать».
В комиксе Nintendo Power 1993 года выпуска у Фокса появляется подруга — лисица-фенек Фара Феникс. Но описываемые в нём события после выхода Star Fox 64 вместо Star Fox 2 считаются неканоническим, и в официальных играх у лиса завязывается роман с Кристал, в которую он влюбляется, впервые увидев её в тюрьме-кристалле. В конце Adventures и в Assault Фокс часто смущается и запинается в её присутствии, а сама лисица подчас заигрывает с ним. Незадолго до начала Command, беспокоясь о её безопасности, Фокс изгоняет Кристал из Star Fox. Развитие их отношений в игре зависит от действий игрока. В некоторых концовках Фокс воссоединяется с Кристал, в других она окончательно порывает с лисом.

## Родственники

Фокс с портретом своей матери (Комикс Nintendo Power)

О семье Фокса известно не очень много. Его отец Джеймс был пилотом и основателем команды Star Fox, и, как замечает Пеппи Хеа в Star Fox 64, Фокс становится похож на него. Внешне Джеймс почти не отличается от сына, но носит солнцезащитные очки. Что именно с ним произошло — неизвестно. Согласно Star Fox для SNES и комиксу 1993 года он навсегда пропал в чёрной дыре, но в последующих играх Джеймс время от времени является Фоксу в трудные минуты, также пилотируя Arwing. Вскоре, как правило, он вновь исчезает.
Мать лиса Викси Рейнард один раз упоминается в комиксе Nintendo Power. Там объясняется, что в неё был влюблён Андросс и чтобы избавиться от конкурента — Джеймса Макклауда — он подложил в его машину бомбу. Но по ошибке в машину села Викси и погибла в результате взрыва. Это событие сделало Андросса личным врагом Фокса. Как замечает лис, Фара Феникс как две капли воды похожа на Викси, и это позже сбивает с толку даже Андросса, который принимает её за свою былую любовь. В играх судьба матери Фокса не описана.
В одном из финалов Command лётное дело Макклаудов продолжает Маркус — сын Фокса и Кристал. Он основывает новую команду Star Fox, в которую помимо него входят сын Слиппи Тоада, внучка Пеппи Хеа и старый компаньон Фокса — Фалько Ломбарди.

## Способности
Фокс Макклауд — отличный пилот, он способен управлять космическим кораблём, танком, а в Star Fox 64 он испытывает сконструированную Слиппи Тоадом подводную лодку Blue Marine. Кроме того, Фокс владеет навыками ближнего боя и хорошо обращается с оружием дальнего боя, начиная с бластера и заканчивая гранатомётом. В Adventures он осваивает новый для себя вид оружия — магический посох Кристал.
В Assault Фокс является игровым персонажем как в одиночной кампании так и в многопользовательской игре. Ниже приведены его характеристики:
- Здоровье ☆☆☆
- Скорость ☆☆☆
- Прыжки ☆☆☆
- Управление Arwing ☆☆☆☆
- Управление Landmaster ☆☆☆☆
- Опыт пилота ☆☆☆☆[10]

## Критика
В 1997 году Фокс Макклауд занял пятое место по мнению сайта IGN в списке лучших героев Nintendo для Nintendo 64. В предварительном обзоре Assault редакторы IGN назвали его голос одновременно молодым и жёстким. На GameDaily Фокс занял восьмое место в десятке лучших персонажей Super Smash Bros